# M25 (astronomia)
M 25 (conosciuto anche come IC 4725) è un brillante ammasso aperto visibile nella costellazione del Sagittario; è visibile anche ad occhio nudo senza troppe difficoltà in un cielo buio.

## Osservazione

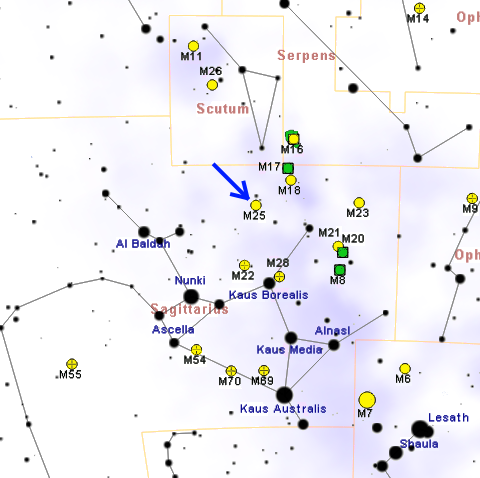
Mappa per individuare M25.

M25 si individua circa 4,5° a NNE dalla stella μ Sagittarii e giace in un campo di stelle piuttosto ricco a causa della presenza di grandi nubi stellari della Via Lattea; è visibile anche ad occhio nudo in cieli limpidi, mentre si scorge con estrema facilità con un binocolo come un 10x50, risolvendo anche alcune delle sue componenti. Un telescopio da 114mm l'ammasso è risolto completamente in un centinaio di stelle; forti ingrandimenti sono sconsigliabili per la sua osservazione poiché l'ammasso è molto esteso e diventa impossibile contenerlo per interno nel campo visivo dell'oculare.
M25 può essere osservato con discreta facilità da gran parte delle aree popolate della Terra, grazie al fatto che è situata a una declinazione non eccessivamente australe: in alcune aree del Nord Europa e del Canada, nei pressi del circolo polare artico, la sua visibilità è comunque molto difficile, mentre nell'Europa centrale appare relativamente basso; dall'emisfero sud la nebulosa è ben visibile alto nelle notti dell'inverno australe e nella sua fascia tropicale può vedersi perfettamente allo zenit. Il periodo migliore per la sua osservazione nel cielo serale è quello compreso fra giugno e ottobre.

## Storia delle osservazioni
Fu scoperto da Philippe Loys de Chéseaux nel 1745, che lo descrive così: "Un ammasso stellare tra l'arco e la testa del Sagittario." . Charles Messier lo incluse nel suo catalogo nel 1764 con la seguente descrizione: "Ammasso di piccole stelle delle vicinanze dei due ammassi precedenti, fra la testa e l'estremità dell'arco del Sagittario: la stella nota più vicina è la stella 21a del Sagittario, 6a magnitudine, secondo Flamsteed. Le stelle di quest'ammasso si vedono con difficoltà con una lente ordinaria da tre piedi; non si percepisce alcuna nebulosità. La sua posizione è stata determinata con la stella m del Sagittario."

## Caratteristiche
Si tratta di un ammasso aperto piuttosto sparso formato da una cinquantina di stelle più brillanti di magnitudine 12 e forse alcune dozzine di membri più deboli; M25 si trova alla distanza di circa 2.000 anni luce dalla Terra. Il suo diametro apparente è di circa 40 minuti d'arco, mentre il suo diametro reale è di circa 19 anni luce.
Al gruppo appartiene una Variabile Cefeide denominata U Sagittarii, che ha un periodo di 6,74 giorni.

### Libri
- (EN) Stephen James O'Meara, Deep Sky Companions: The Messier Objects, Cambridge University Press, 1998, ISBN 0-521-55332-6.

### Carte celesti
- Toshimi Taki, Taki's 8.5 Magnitude Star Atlas, su geocities.jp, 2005. URL consultato il 7 novembre 2010 (archiviato dall'url originale il 5 novembre 2018). - Atlante celeste liberamente scaricabile in formato PDF.
- Tirion, Rappaport, Lovi, Uranometria 2000.0 - Volume II - The Southern Hemisphere to +6°, Richmond, Virginia, USA, Willmann-Bell, inc., 1987, ISBN 0-943396-15-8.
- Tirion, Sinnott, Sky Atlas 2000.0 - Second Edition, Cambridge, USA, Cambridge University Press, 1998, ISBN 0-933346-90-5.
- Tirion, The Cambridge Star Atlas 2000.0, 3ª ed., Cambridge, USA, Cambridge University Press, 2001, ISBN 0-521-80084-6.